# Dypsis ambositrae
Dypsis ambositrae is de botanische naam van een plant uit de Palmenfamilie (Arecaceae), die endemisch is in Madagaskar.
De plant is te vinden verspreid over een oppervlakte van 1790 km² in drie niet-beschermde locaties, Ilaka Afovoany, Amboditsirakena (Ambalamanakana) en het Itremogebergte. De planten bevinden zich op het Centraal Hoogland op een hoogte van 1500 à 1700 m. De planten groeien in open bossen in het gebergte en hun habitat lijkt verband te houden met rotsachtige gebieden waar het weer gekenmerkt wordt door een bijna permanente bewolking en frequente motregen en mist tijdens het winterseizoen.
Er zijn slechts 40 volwassen exemplaren geteld waarvan er een tiental langs de Route nationale 7 staan. De plant staat op de Rode Lijst van de IUCN als zijnde "ernstig bedreigd (kritiek)" (CR) wegens zijn zeldzaamheid en de bedreiging van zijn habitat door houtkap.